# 토레스 해협 제도

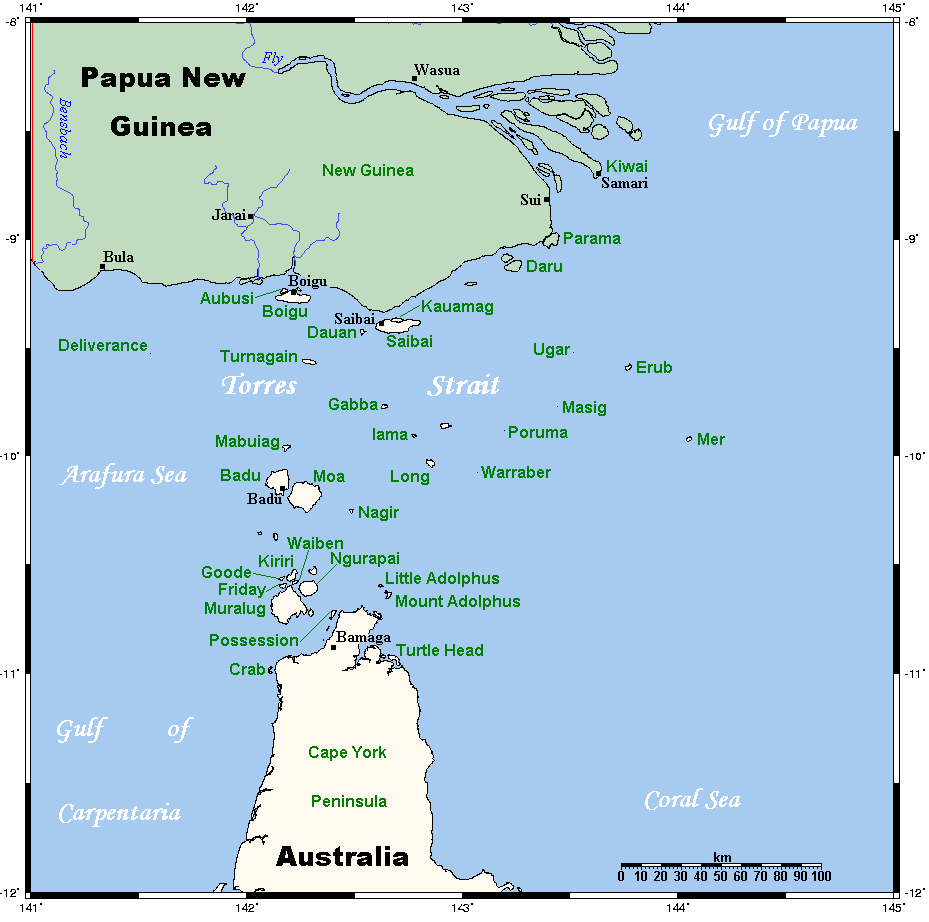
토레스 해협 제도

토레스 해협 도서민 기

토레스 해협 제도(~海峽諸島, Torres Strait Islands)는 토레스 해협에 있는 274개의 작은 섬이 모여 이룬 오스트레일리아의 군도이다. 총면적은 566km2이다.

## 지리
북으로는 뉴기니섬, 남쪽으로는 오스트레일리아 케이프요크반도 사이에 걸쳐 있다. 274개의 섬들 중 유인도는 14개이며, 해수면 상승으로 많은 섬들이 위험에 처해 있다.
행정중심지이자 최대의 인구밀집지역은 서스데이섬이다.

## 인문
2016년 인구조사 기준, 제도의 인구는 4,514명이고 그 중 91.8%가 토레스 해협 제도 원주민의 정체성을 가진 것으로 조사되었다. 오스트레일리아 본토 원주민(애버리지니)와는 종종 오스트레일리아 원주민이라는 분류 하에 같이 묶이지만 토레스 해협 제도의 인종은 주로 멜라네시아인으로서 본토 원주민과 문화적, 인류학적으로 차이가 있다.

## 행정
토레스 해협 제도의 섬들은 행정구역상 거의 대부분 오스트레일리아 퀸즐랜드주(州)에 속한다. 그러나 일부 섬은 파푸아뉴기니의 다루섬과 인접해 있다. 문화적 특수성이 고려되어 1994년 7월 1일 이후 별도의 자치권이 부여되어 있다.